# Малый Томб
Малый Томб, также Томбе-Кучек (Тунб ас-Сугра, перс. تنب کوچک‎) — остров в Персидском заливе. Находится примерно в 80 км к северо-западу от города Рас-эль-Хайма, в 3 км к западу от острова Большой Томб (Томбе-Бозорг), к северу от острова Абу-Муса. Наивысшая точка — 35 м над уровнем моря. Административно относится к бахшу Томб шахрестана Абумуса остана Хормозган. Площадь около 1 км².
Слово «Тунб» или «Тонаб» имеет арабское происхождение, что в переводе означает «веревка для крепления палатки».
Владение островами Большой Томб, Малый Томб и Абу-Муса позволяло той или иной стороне практически полностью контролировать выход из Персидского залива в Индийский океан. В стратегическом отношении эти острова можно сравнить с Гибралтаром при входе в Средиземное море или Аденом при входе в Красное море. В 1930-е годы острова стали одной из причин разногласий между Ираком и Ираном. Острова и по сей день являются предметом острого территориального спора между ОАЭ и Ираном.
Принадлежал эмирату Рас-эль-Хайма. 30 ноября 1971 года Иран оккупировал острова Большой и Малый Томб и Абу-Муса (принадлежал эмирату Шарджа). Полиция Рас-эль-Хаймы оказала вооружённое сопротивление. Этот инцидент стал важным фактором, убедившим лидеров эмирата в том, что Рас-эль-Хайма выиграет от объединения, и 11 февраля 1972 года эмират присоединился к Объединённым Арабским Эмиратам.
В 2000 году Иран объявил эти острова своей «неотъемлемой частью своей территории». Попытки ОАЭ, опираясь на поддержку Лиги арабских государств (ЛАГ) и Совета Безопасности ООН противостоять аннексии этих островов успехом не увенчались. Официальный представитель МИД Исламской Республики Иран Марзийе Афхам заявила:
Имеющиеся международные документы свидетельствуют о том, что острова Большой Томб, Малый Томб и Абу-Муса издавна принадлежали Ирану и лишь в 1903 году они попали под контроль Великобритании. Однако в 1971 году острова были возвращены Тегерану, причем, ещё до появления государства ОАЭ на карте мира.
На острове находится маяк и военный аэродром.